# Variolaria cinerea
Variolaria cinerea är en svampart som beskrevs av Sm. 1812. Variolaria cinerea ingår i släktet Variolaria och riket svampar.   Inga underarter finns listade i Catalogue of Life.